# Operacija Lokostrelstvo
Operacija Lokostrelstvo (izvirno angleško Operation Archery) je bila britanska komandoška specialna operacija (sodelovali so tudi Norvežani) dne 27. decembra 1941 na otoku Vågsøy (Norveška).